# Armand Maclot
Armand Maclot (Antwerpen, 14 juli 1877 – Genk, 20 september 1959) was een schilder, etser, theosoof.

## Opleiding
Maclot volgde vanaf 1898 zijn opleiding aan het Hoger Instituut voor Schone Kunsten in Antwerpen onder leiding van Joseph Coosemans (1828-1904). Op aanraden van Coosemans kwam Maclot in 1899 voor het eerst naar Genk. Ook Tervuren bezocht hij in deze periode. De ontdekking van het ongerepte Kempense landschap deden hem in 1910 besluiten zich definitief in Genk te vestigen. Na zijn huwelijk in 1911 liet hij, vlak bij de geliefde Molenvijver een groot landhuis optrekken: Maison Blanche. Het zou tot aan zijn dood in 1959 zijn woonplaats en uitvalsbasis blijven voor lange zwerftochten, te voet of per fiets doorheen het Kempense landschap. Tijdens deze tochten werd hij vaak vergezeld door zijn leerlingen, waaronder Willy Minders, Jac Douven en Alfons Aerts. Ook Marthe Bamps (1929-2021), een kunstenares uit As, was één van zijn leerlingen.

## Kunstenaar
Samen met zijn buurman Emile Van Doren werd hij gerekend tot de belangrijkste vertegenwoordigers van de zogenaamde Genkse School. Beide landschapschilders behoorden tot de derde generatie kunstenaars die schildersoord Genk opzochten maar enkel zij maakten van het Kempendorp hun thuis.

## Theosoof
Maclot was stichtend voorzitter van de Loge Antwerpen en eveneens voorzitter van de inmiddels verdwenen loge Branche Olcott, allebei Antwerpse takken van de Belgische Theosofische Vereniging.
Maclot was samen met Frans Wittemans lid van de studiegroep Viscum, een van de Belgische afdelingen van de Groupe indépendant d'études ésotériques van Papus. Vanaf 1892 werd Viscum een Martinistenloge.

## Musea
Werk van Armand Maclot wordt onder andere getoond in het Emile Van Dorenmuseum in Genk.